# Arvid David Hummel
Arvid David Hummel (* 30. April 1778 in Göteborg; † 20. Oktober 1836 in Ekenäs, Finnland) war ein schwedischer Entomologe und Schriftsteller.

## Leben
Hummel studierte in Uppsala und arbeitete anschließend im Staatsdienst. Aufgrund einer Verfehlung (Fälschung einer Unterschrift) floh er 1807 aus Schweden und ließ sich in Sankt Petersburg nieder. Auf Vermittlung von Curt von Stedingk wurde er Beamter und übte verschiedene Tätigkeiten aus, unter anderem im schwedischen diplomatischen Dienst. 
Hummel veröffentlichte bereits als Jugendlicher Gedichte und war auch später schriftstellerisch tätig. Er publizierte Theaterstücke, Prosa, Gedichte und literarische Aufsätze. Bekannt wurde er aber vor allem durch seine entomologischen Schriften.
Zwischen 1821 und 1829 publizierte er in Sankt Petersburg in französischer Sprache sieben Bände zur Insektenkunde. Im Dezember 1828 (nach Julianischem Kalender) wurde er zum korrespondierenden Mitglied der Kaiserlichen Akademie in Sankt Petersburg gewählt.

## Schriften (Auswahl)
- Arvid David Hummel: Essais entomologiques (1821–1829). I–VII. de l'Imprimerie de la Chancellerie privée du Ministère de l'Intérieur, Saint Pétersbourg.